# ハグ

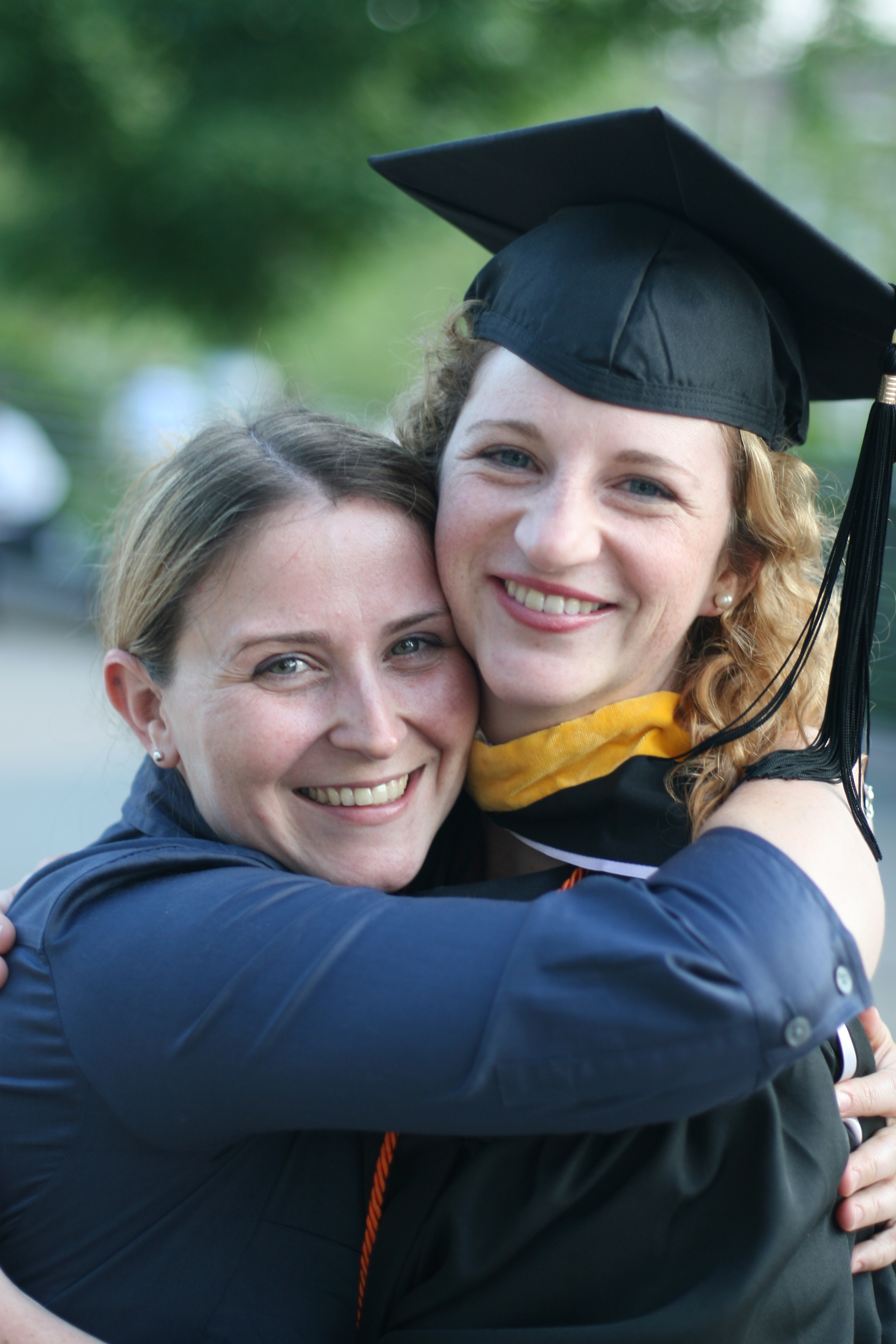
卒業式でハグしあう学生たち

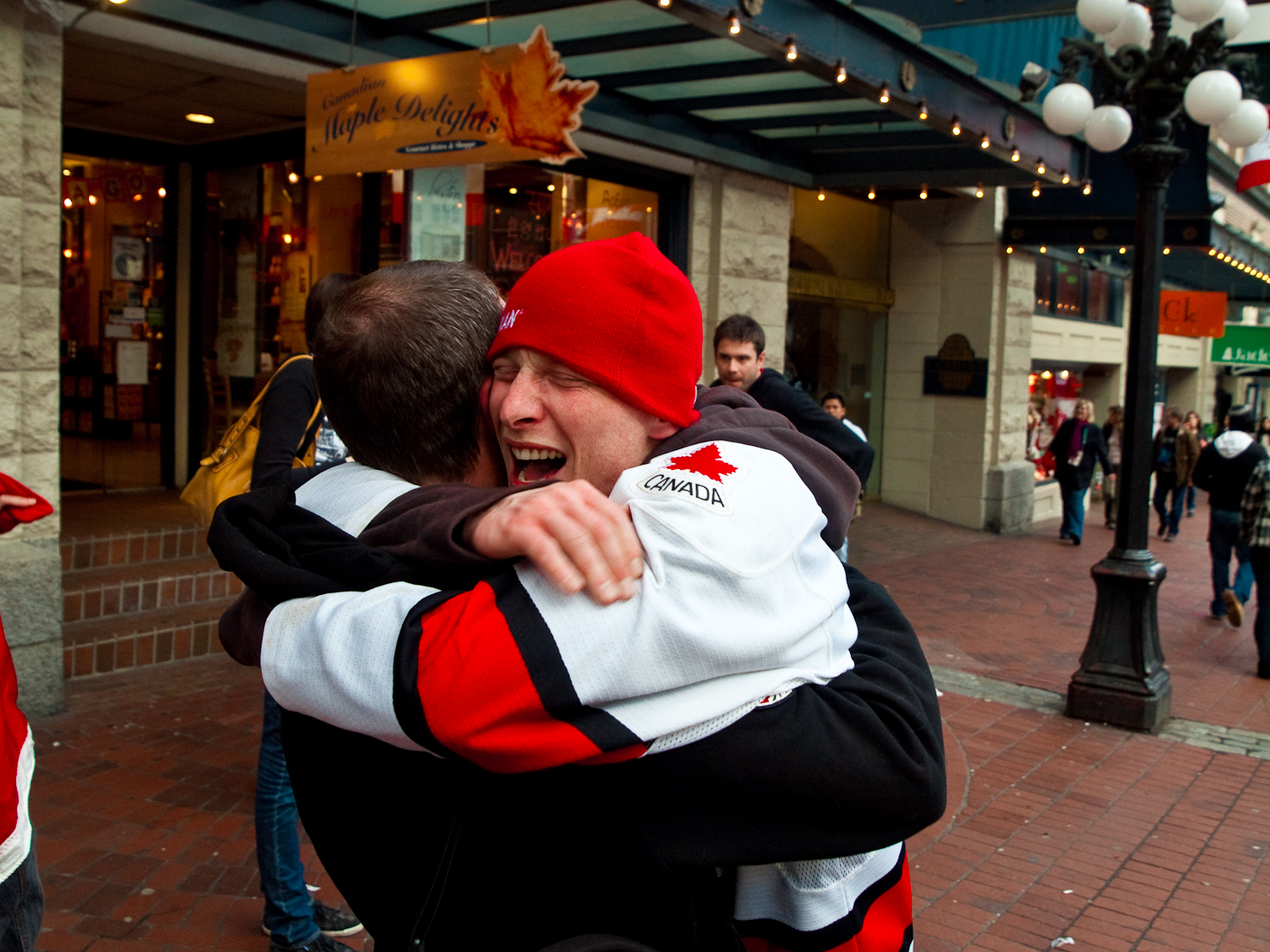
大会で勝利したあと、友人と会い、感きわまりつつハグしあうアイスホッケーの選手。（2010年、カナダ、バンクーバー）

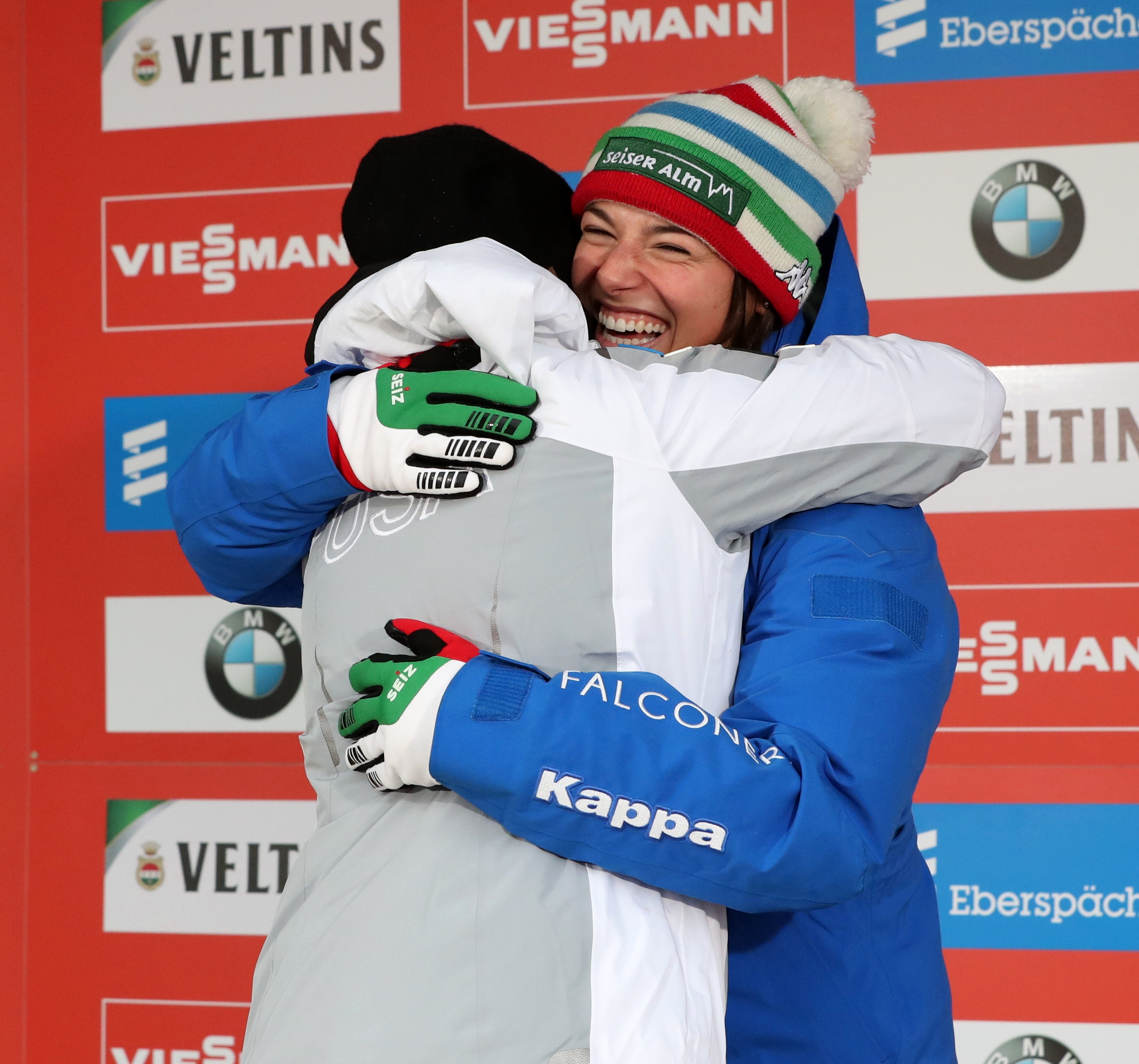
リュージュの大会で健闘し好成績をおさめ、ハグしあう選手たち

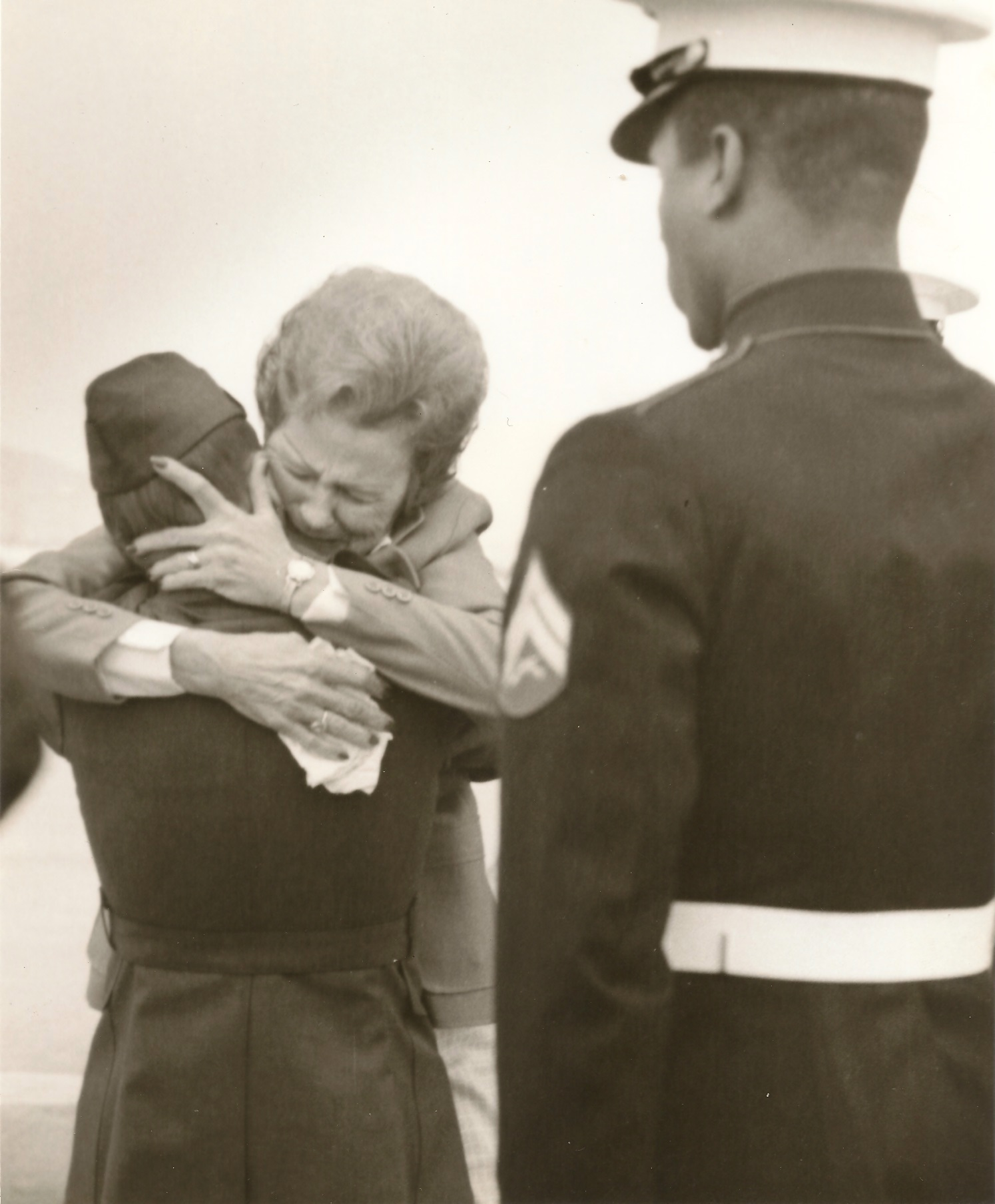
兵士として異国で長期間拘束された状態からようやく解放された息子とハグしあう母親。

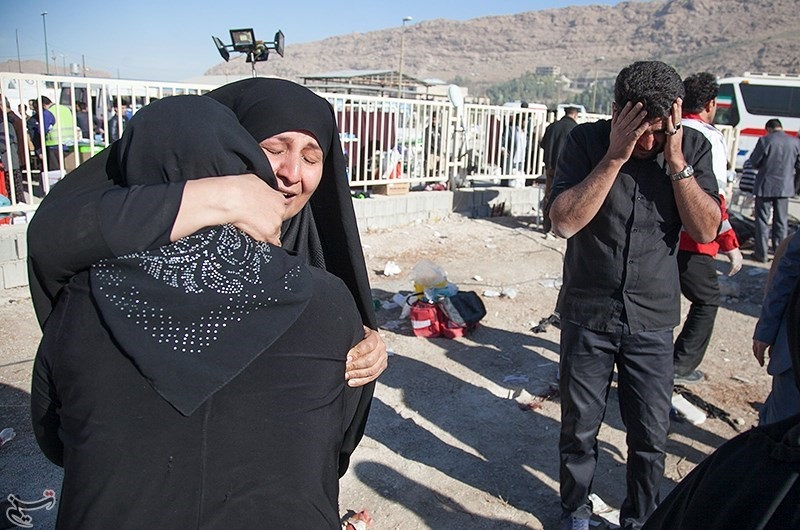
イラン・イラク地震で被災し、辛い経験をした人々が互いにハグする様子

ハグ（huggingあるいはhug）または抱擁（ほうよう）とは、腕で（誰かを）抱きしめること。幼児語では「ぎゅう」とも。

## 概説
ハグは、非言語コミュニケーション（英語：non-verbal communication）の一種である。
ハグは典型的には愛情の表現として行われる。また親密さ、愛着、友情などを表し、伝える手段である。ハグの相手に、支え、安楽、慰めなどをもたらす。喜びで心が温まってハグをする場合も、辛い悲しみに打ちひしがれてハグをする場合もある。
またスポーツチームが大会に勝利した時、選手や監督が互いに気持を表現するためにも用いられる。（例えばワールドシリーズの決勝戦においてチームの勝利を収めた時など）
多くの場合、ハグは愛情を示す身ぶり・動作として（接吻と並んで）最も一般的なものの一つである。
しばしば愛情を込めた視線を交わしては行なったり、あるいは頬にキスをしながら行ったり、あるいは唇はつけず頬のそばで疑似的にキスのような音（「チュ」）をさせつつ、行われる。
挨拶としてハグを行う場合、典型的には（あるいは広く行われているのは）、（ある人がある人に対して一方的にハグするだけでなく）互いにハグしあう形で行う。

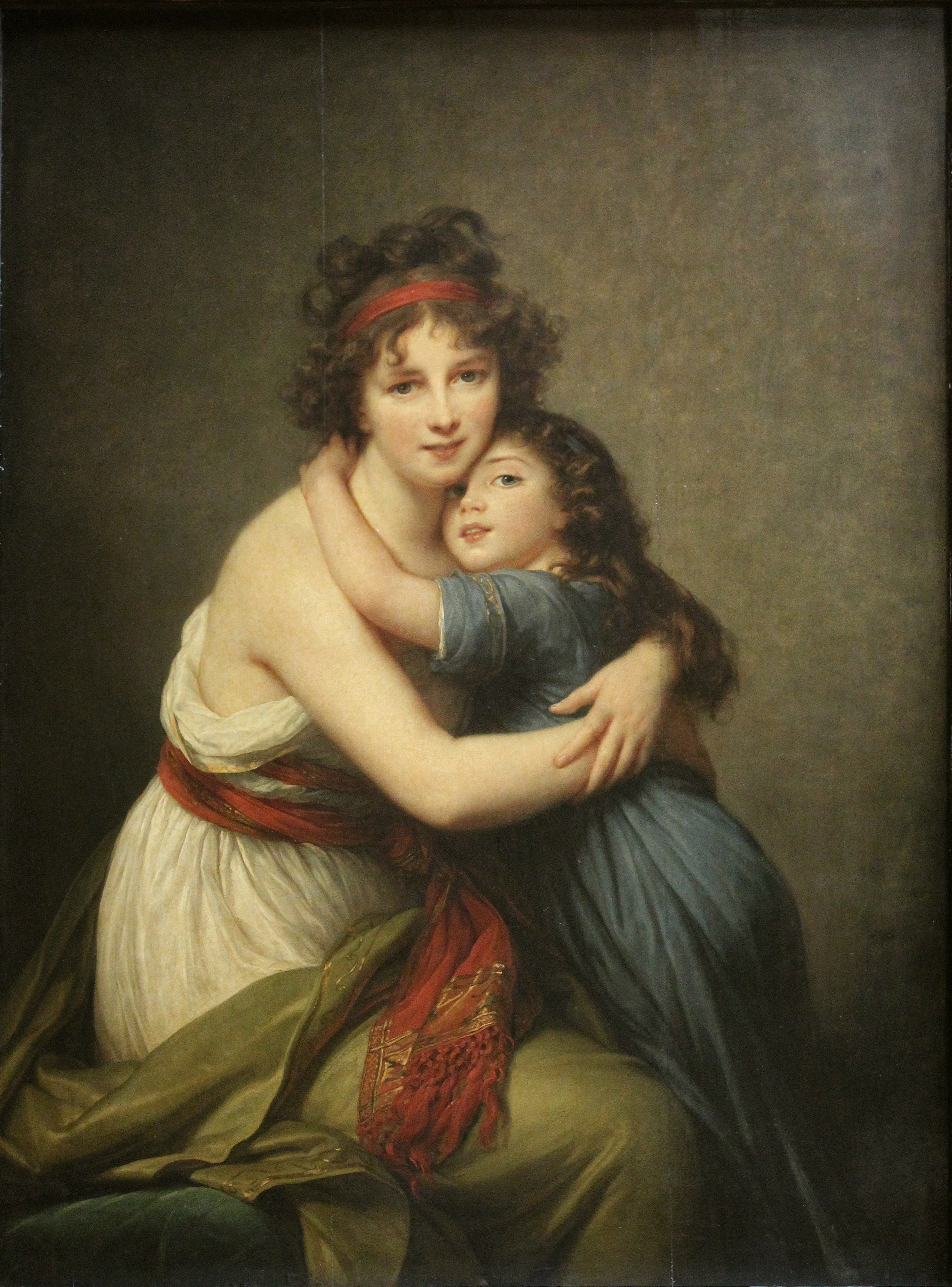
ハグしあう母と娘（ヴィジェ＝ルブランの1789年の絵画）
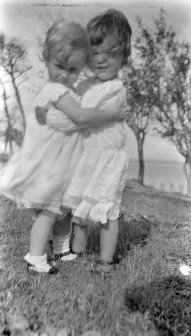
ハグしあう少女たち
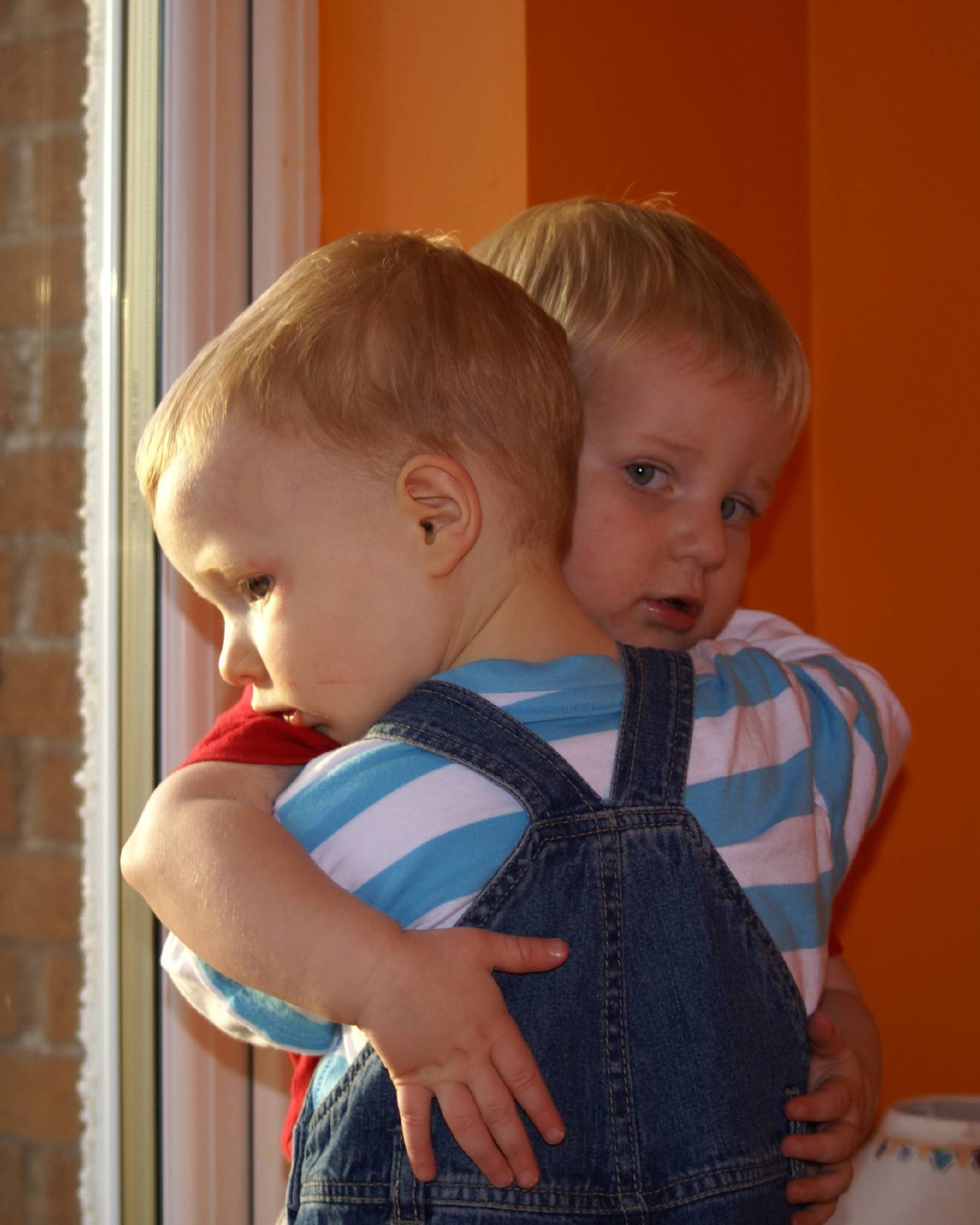
ハグしあう少年たち
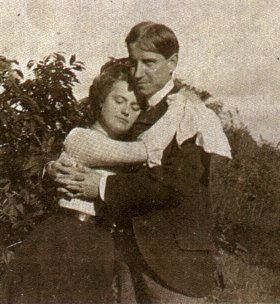
ハグしあうカップル。（1900年、ミネソタ州カーバー郡の公園にて）
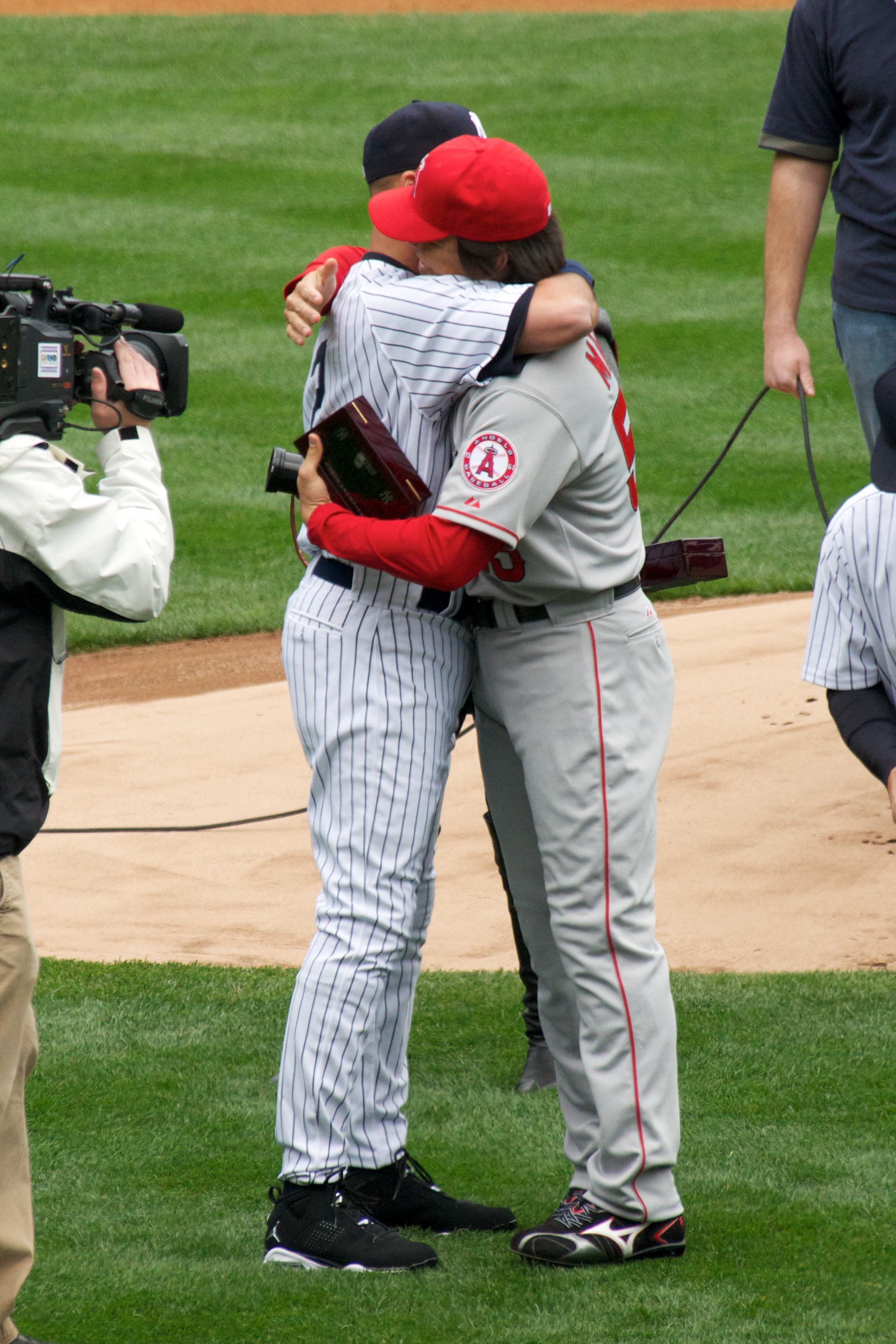
マウンド上でハグしあうデレク・ジーターと松井秀喜（2010年4月13日)

ハグの左・右
互いに、自分の頭部（いわゆる「首」・「顔」）を左に傾けて 自分の頭部の右側に相手の頭部がくるようにするスタイルと、互いに自分の頭部を右に傾けて 自分頭部の左側に相手の頭部がくるようにするスタイルがある。挨拶の場合、右側だけ、あるいは左側だけ（つまり1回だけ）抱きしめるスタイルもある。また、左右を変えつつ2～3回抱きしめる（抱きしめなおす）スタイルもある（なお、この2～3回抱きしめるスタイルも、頭部を左側に傾けたほうから開始するスタイルと、頭部を右側に傾けたほうから開始するスタイルがある）。互いに頭部を左に傾け相手を右側にするか、互いに頭部を右に傾け相手を左側にするか、国や地域や特定集団ごとに傾向が異なる。
実は、広くハグが行われているヨーロッパや米国でも、頭部を右側に傾けたがる人と左側に傾けたがる人が互いにハグをすることは時々起き、戸惑いを感じて「ハグする時、本当は、頭を右に傾けたほうがいいの？左に傾けたほうがいいの？ 自分の癖は正しいの？ 間違っているの？」などと感じている人は多々いる。
英語圏の科学誌であるNatureに2003年に掲載された研究によると、ざっくりと統計をとれば64.5%の人々が頭部を左側に傾けた、とされた。　（これでも判るように、かなりのバラつきがあり、結構な割合で戸惑いが生まれることになっている。結婚すると、互いの親族で、左右の傾ける傾向がはっきり異なり戸惑う、などということもしばしば起きる。また、"Aという職場では皆が頭部を左に傾けていたのに、転職してBという職場で働きはじめたらなぜか皆が右に傾けていて、最初は戸惑った"、などということも起きる。）
おまけに、アラビア語圏やヘブライ語を話す人の集団では、むしろ自分の頭部を右側に傾け 相手の頭部を左側にする人の割合のほうが大きい（カナダのSaskatchewan大学での研究）。
親密さの程度、周囲の人々
また国、宗教、文化、あるいは個人的思想によって、どの程度の親しさの人間関係からハグを行うと判断するか、違いがある。
アメリカ人は、ほどほどの親しさ、あるいはそれ以上に親しさを感じているのだったら、たいていの場所・状況で、気楽にハグをする。イギリス人もそうである。フランス人もそうである。
日本人同士は、アメリカ人などと異なって初対面の人とハグすることは珍しく、友人でもハグすることは珍しく、夫婦、カップルなど（あるいは特に親密な親族など）ごく親密な間柄だけである。おまけに日本人は、他人の目を極端に気にしすぎたり、自分のポジティブな愛情や確固たるポリシーや哲学ではなく　他人の（負の、ネガティブな）感情の影響を受けてしまったり他人のネガティブ感情を自分の行動基準にしてしまう傾向があるので、ハグをするとしても他人の目を避けて、あまり衆目のない状況でのみ行なう人が多い。日本人でも米国やヨーロッパでの滞在や生活を経験した人は、抵抗感が無くなり、自然に、頻繁に行うようになる傾向がある。近年では海外生活の経験のある日本人が増えているので、（握手もそうだが）ハグを気軽にする日本人も徐々に増えてきている。
性的な意味の敬遠
文化圏等にもよるが、男性は異性や恋愛対象とのハグを恥ずかしがる傾向があり、女性はハグには異性や恋愛対象との性的な意味合いがなにがしか入っている場合があると解釈する傾向がある。
男性同士でハグする場合や、女性同士でハグする場合は、性的意味があるとの誤解は与えにくいので、安心してしっかりと抱きしめあって、友情などを確認しあう、ということが行われている。
ヨーロッパや米国において、ただの友人・知人関係の（つまり恋愛感情は無い）異性同士でハグする場合は、ハグに性的な意味があると誤解されないように、互いに頭部（顔から首、そして鎖骨あたりまで）だけをなるべく前方に突き出して頭部あたりだけが接触するように、（つまり女性のバスト（＝乳房）が男性の胸におしつけられて、男性にそれを意識させてしまって、性的な意味合いが互いに増したりしないように）（そして胸部から腹部は後方に引くかたちで接触させないように、特に（性器がある）腰あたりは数十cm以上離して決して接触しないように、日本語で「腰が引けた」と表現するような状態で）ハグをする、ということが広く行われている。
米国のように（2000年ごろから）セクシャルハラスメントに特に敏感になった文化では、ほぼ初対面の関係や仕事関係にとどまる異性に対して、突然その人の許可なくハグした場合、（特に、ハグした人物が職場の上司にあたったり、権力者であったり、あるいは いかにも不潔感があったりして、ハグされた人が以前から、ハグした人に嫌悪感を感じていると）一種のセクハラ行為として扱われたり、痴漢的な行為、として扱われる場合がある。そうした受け取られ方をする危険を避ける場合は、ハグすることは避けて、握手をする（握手にとどめる）、ということが広く行われている。

## 種類

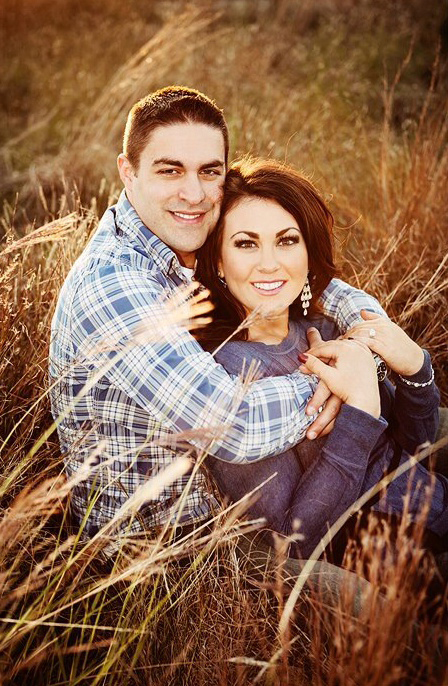
妊娠している妻を背中側からハグする夫。（2014年）

カドリング（cuddling）
心地よい体勢で長い間ハグすること。
スプーニング（spooning）
カドリングの体勢の1つであり、抱く人と抱かれる人が同じ方向を向く、すなわち抱く人の腹側が抱かれる人の背中側に触れ合う

## 動物のハグ
動物ではゴリラやチンパンジーなどが、かなり頻繁にハグをすることがよく知られている。
ギャラリー

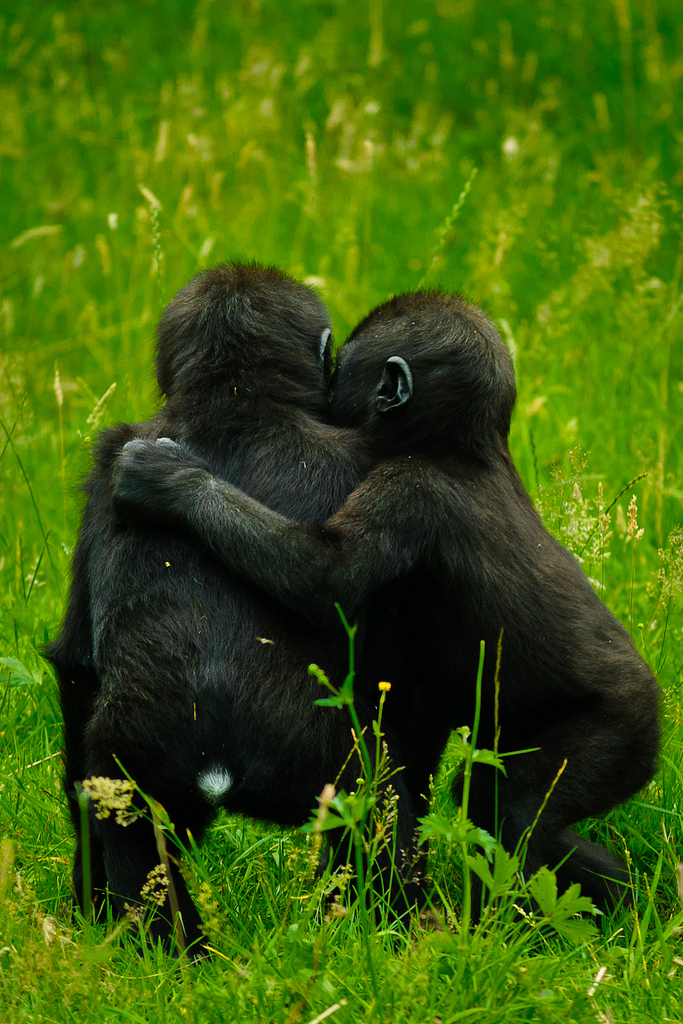
ゴリラのハグ。ゴリラの愛情表現の基本は「毛づくろい」（蚤とりをするかのような動作）である。
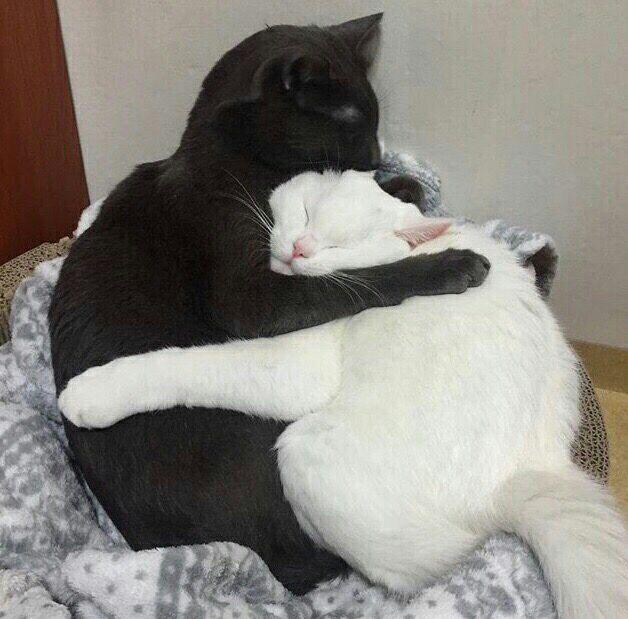
ネコのハグ。ネコが（前肢で抱き合って）ハグしあう状況はやや珍しい。ネコやイヌは、愛情表現には、通常は単純に舌を使って互いに頭部あたりを舐め（英語版）あう。